# Lars Burman (litteraturvetare)
Lars Jakob Vilhelm Burman, född 1 april 1958 i Sundsvall, är en svensk litteraturvetare. 
Han anställdes 2001 som professor i litteraturvetenskap vid Uppsala universitet. År 2012–2024 var han överbibliotekarie vid Uppsala universitetsbibliotek.
Burman är ledamot av Kungliga Vetenskapssamhället i Uppsala, Kungliga Vetenskaps-Societeten i Uppsala och Kungliga Humanistiska Vetenskapssamfundet i Uppsala. Han är också Life member vid Clare Hall, Cambridge University och ledamot av Värmländska akademien. Sedan år 2004 är han inspektor vid Värmlands nation. 
Han är uppväxt i Arvika, och är sedan 1983 gift med författaren Carina Burman, även hon litteraturvetare.